# Pont-Aven
Pont-Aven is een dorp en gemeente in het Franse departement Finistère in de regio Bretagne. Het dorp is bekend geworden in de kunstgeschiedenis vanwege de School van Pont-Aven. Pont-Aven telde op 1 januari 2022 2.796 inwoners.

## Geschiedenis
In 1954 vormden Pont-Aven en Nizon één gemeente. Beide gemeente telden ruim 1.800 inwoners.
Vanaf de jaren '70 van de 19e eeuw kwamen er veel schilders naar Pont-Aven, met name Amerikanen. Zij werden aangetrokken door de omgeving, de gastvrijheid van de lokale bevolking en de lage kosten van levensonderhoud.
In 1886 kwam een groep postimpressionistische Franse kunstschilders, waaronder Paul Gauguin, Émile Bernard en Paul Sérusier, naar Pont-Aven. Zij richtten er de School van Pont-Aven op, waartoe ook de Nederlander Meijer de Haan behoorde.

## Geografie
De oppervlakte van Pont-Aven bedroeg op 1 januari 2022 28,63 vierkante kilometer; de bevolkingsdichtheid was toen 97,7 inwoners per km².

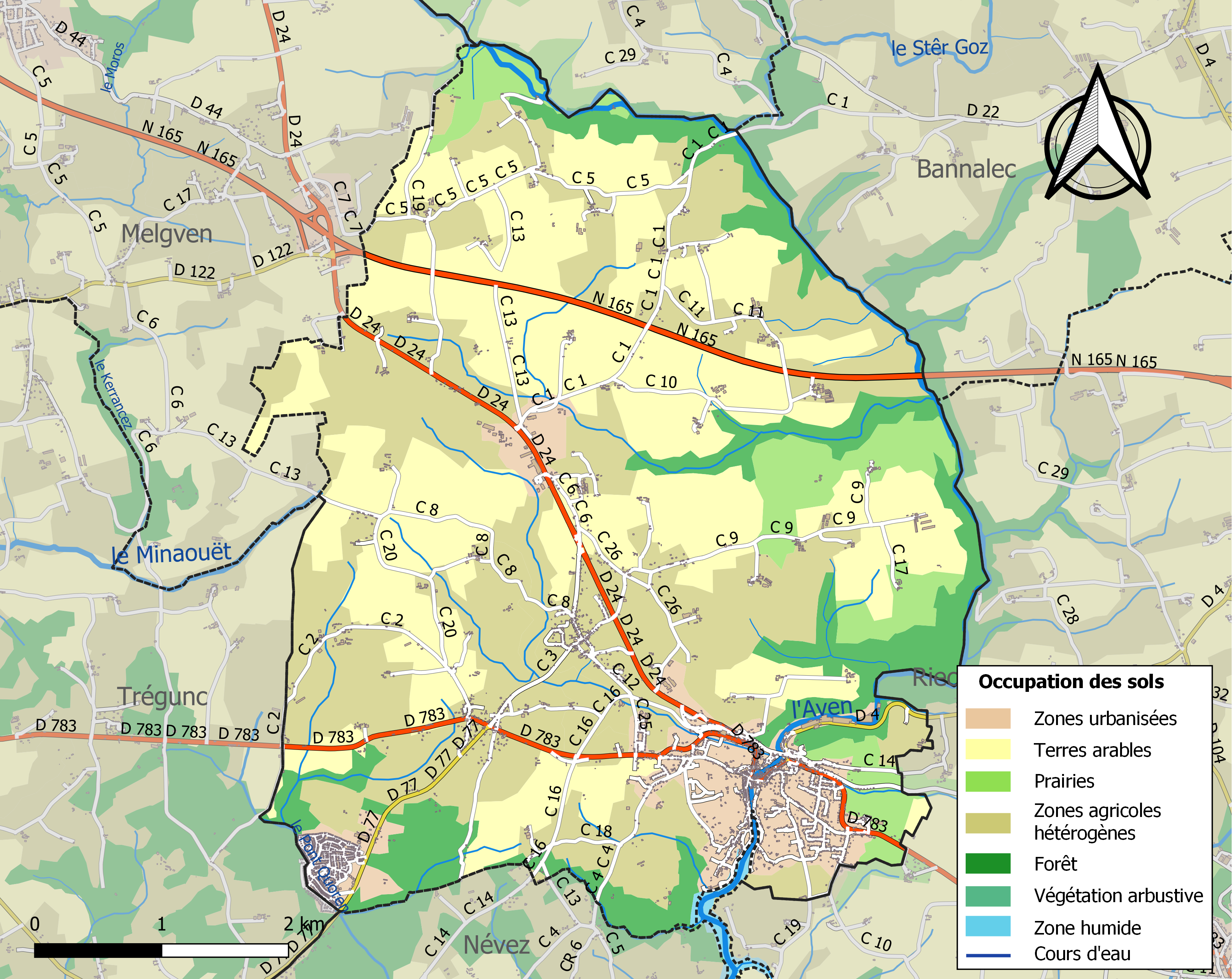
Kaart van de gemeente met belangrijkste infrastructuur, bodemgebruik en omliggende gemeenten

## Demografie
Onderstaande figuur toont het verloop van het inwonertal (bron: INSEE-tellingen).

## Afbeeldingen

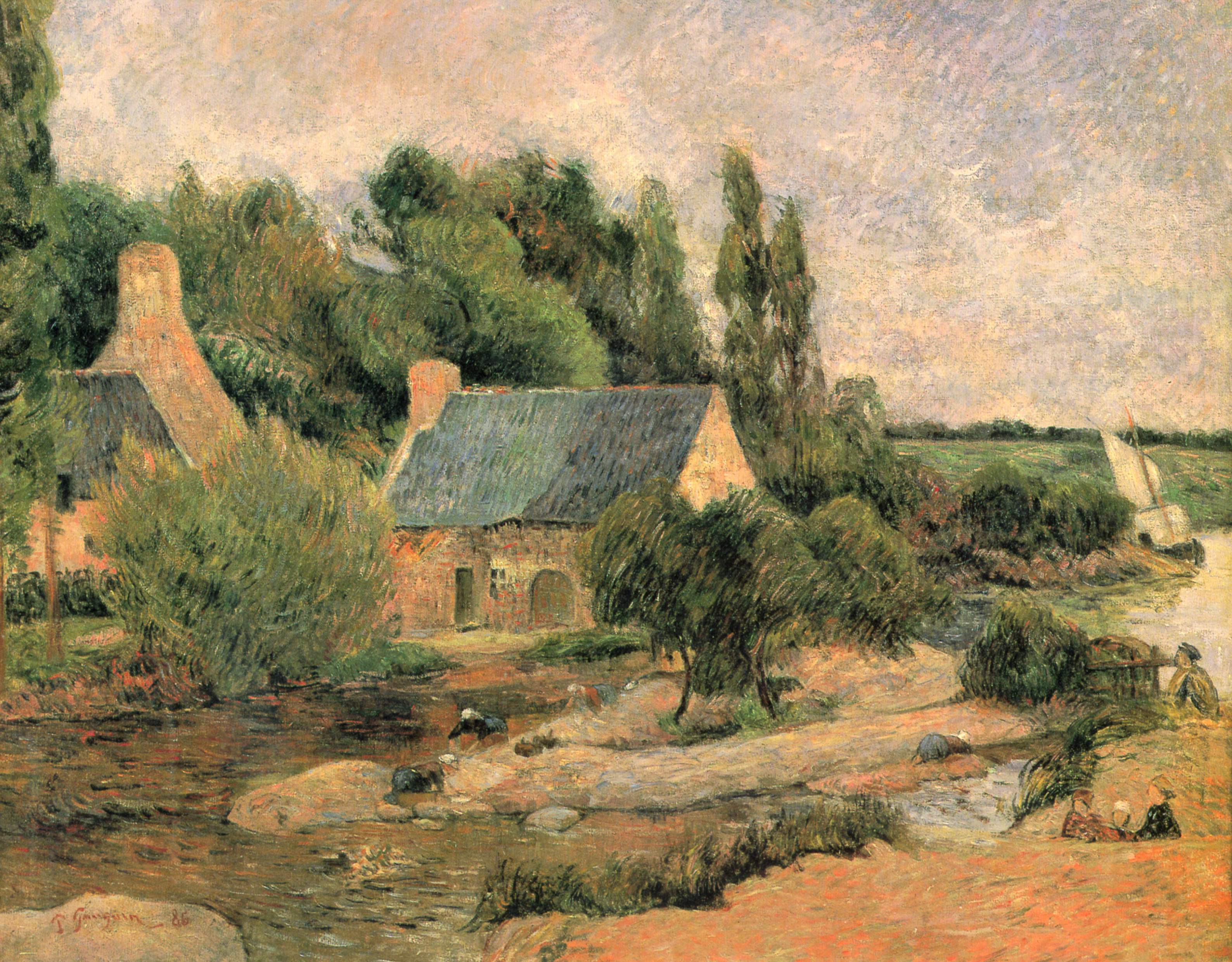
Wasvrouwen in Pont-Aven Paul Gauguin, 1886
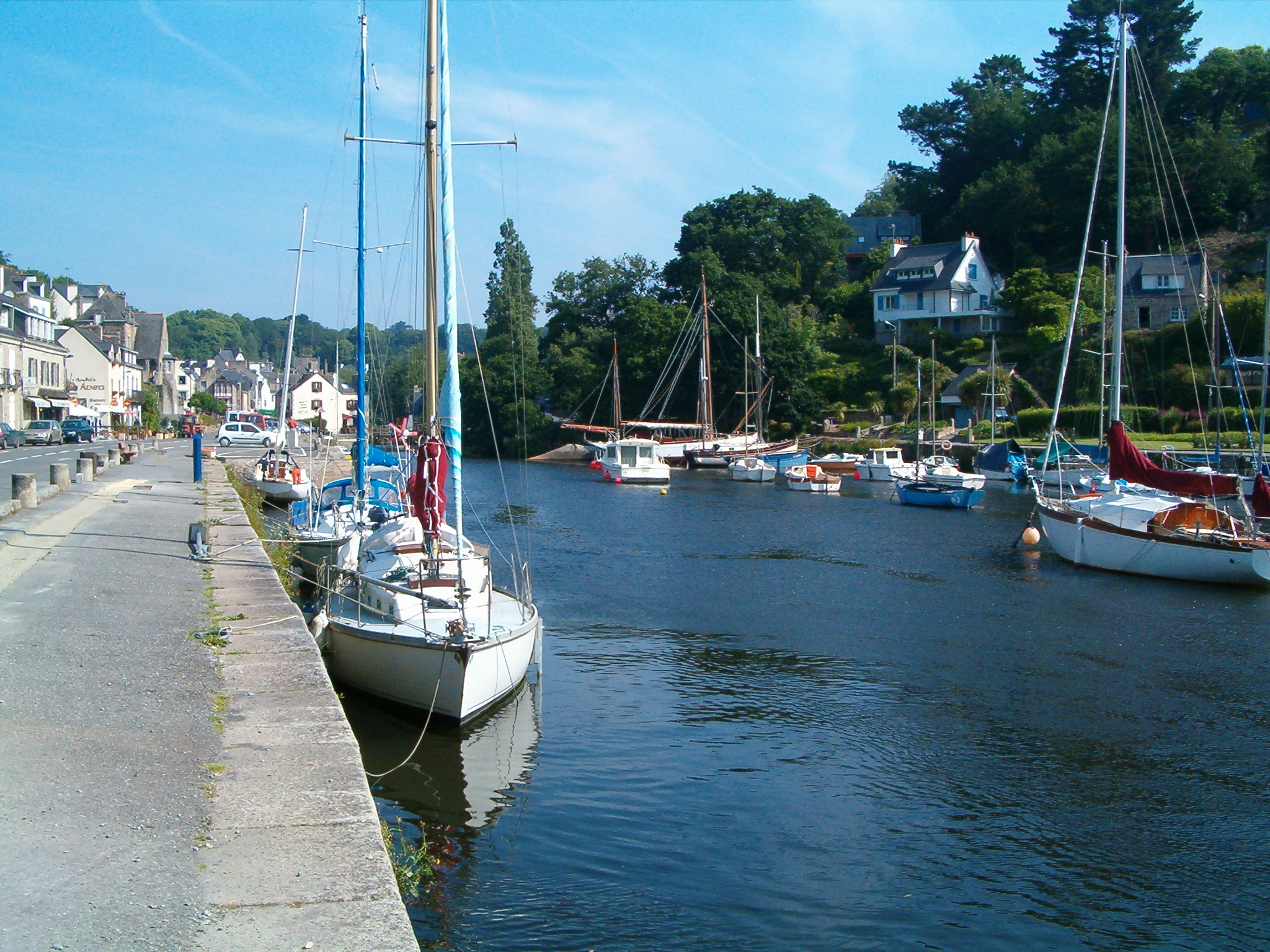
Jachthaven van Pont-Aven

## Bezienswaardigheden
- Promenade Xavier Grall, een wandelpromenade langs het riviertje Aven.
- Musée Municipal, gemeentelijk museum met een collectie schilderijen uit de School van Pont-Aven.
- Het Bois d'Amour, een schilderachtig bos dat een inspiratiebron was voor schilders en componisten.